# Moriusaq
Moriusaq és un nucli de població de Groenlàndia (municipalitat de Qaanaaq) que té 21 habitants, que viuen majoritàriament de la caça de foques i ossos polars i de la pesca de peixos. Hi ha hagut un corrent migratori vers Qaanaaq al llarg dels últims anys.